# Trochoideus boliviensis
Trochoideus boliviensis är en skalbaggsart som beskrevs av Strohecker 1978. Trochoideus boliviensis ingår i släktet Trochoideus och familjen svampbaggar. Inga underarter finns listade i Catalogue of Life.